# Allgoviachen
Allgoviachen tortonica
Genre
Espèce
Allgoviachen est un genre fossile d'oiseaux anatidés du Miocène supérieur (Tortonien) des carrières d'argile Hammerschmiede de Bavière, en Allemagne. Selon Paleobiology Database en 2024, le genre reste monotypique avec une seule espèce, Allgoviachen tortonica, connue à partir d'os de la jambe gauche.

## Classification
Le genre Allgoviachen (qui signifie « oie de l'Allgäu ») et l'espèce Allgoviachen tortonica ont été décrits en 2022 par Gerald Mayr, Lechner & Madelaine Böhme (d) ,,.
Le spécimen holotype d'Allgoviachen, SNSB-BSPG 2020 XCIV 1058, a été découvert dans les carrières d'argile de Hammerschmiede dans la région d'Allgäu, près de Pforzen, en Bavière, en Allemagne. Ce spécimen comprend le fémur distal, le tibiotarse, le tarsométatarse et la plupart des phalanges pédieuses de la jambe gauche, trouvées en articulation. 
Le spécimen GPIT/AV/00143, un tarsométatarse gauche distal incomplet, a également été attribué à Allgoviachen.
En 2022, Gerald Mayr, Thomas Lechner et Madelaine Böhme ont décrit Allgoviachen tortonica, un nouveau genre et espèce d'anatidés, basé sur ces restes fossiles. Le nom générique, Allgoviachen, combine le latin Allgäu, une référence à la localité type, avec le grec chen, qui signifie « oie ». 
Le nom spécifique, tortonica, fait référence à l'âge tortonien du spécimen type.

## Description
Les auteurs de description ont conclu qu'Allgoviachen aurait eu une taille corporelle comparable à celle de l'ansériné Anser indicus (Oie à tête barrée) et de l'anatiné Alopochen aegyptiaca (Oie égyptienne), avec une masse corporelle estimée à environ 2 kg. 

### Publication originale
- (en) Gerald Mayr, Thomas Lechner et Madelaine Böhme, « Nearly complete leg of an unusual, shelduck-sized anseriform bird from the earliest late Miocene hominid locality Hammerschmiede (Germany) », Historical Biology, Suisse,‎ 7 mars 2022, p. 1–10 (ISSN 1029-2381, DOI 10.1080/08912963.2022.2045285, lire en ligne, consulté le 22 décembre 2022).